# Arquidiócesis de Pelotas
La arquidiócesis de Pelotas (en latín: Archidioecesis Peloten(sis) y en portugués: Arquidiocese de Pelotas) es una circunscripción eclesiástica latina de la Iglesia católica en Brasil, sede metropolitana de la provincia eclesiástica de Pelotas. La arquidiócesis tiene al arzobispo Jacinto Bergmann como su ordinario desde el 1 de julio de 2009. 

## Territorio y organización
La arquidiócesis tiene 19 506 km² y extiende su jurisdicción sobre los fieles católicos de rito latino residentes en 29 municipios del estado de Río Grande del Sur: Pelotas, São Lourenço do Sul, Turuçu, Canguçu, Morro Redondo, Capão do Leão, Piratini, Pedro Osório, Cerrito, Arroio Grande, Arroio do Padre, Jaguarão y Herval.
La sede de la arquidiócesis se encuentra en la ciudad de Pelotas, en donde se halla la Catedral de San Francisco de Paula.
En 2019 en la arquidiócesis existían 26 parroquias agrupadas en tres áreas pastorales: Pelotas, Jaguarão y Canguçu.
La arquidiócesis tiene como sufragáneas a las diócesis de: Bagé y Río Grande.

## Historia
La diócesis de Pelotas fue erigida el 15 de agosto de 1910 con la bula Praedecessorum Nostrorum del papa Pío X, obteniendo su territorio de la diócesis de São Pedro do Rio Grande, que a su vez fue elevada al rango de arquidiócesis metropolitana y asumió el nombre de la arquidiócesis de Porto Alegre. Originalmente era sufragánea de la arquidiócesis de Porto Alegre.
El 25 de junio de 1960 cedió una porción de su territorio para la erección de la diócesis de Bagé mediante la bula Qui divino consilio del papa Juan XXIII.
El 27 de mayo de 1971 cedió otra porción de su territorio para la erección de la diócesis de Río Grande mediante la bula Cum Christus del papa Pablo VI.
El 13 de abril de 2011 fue elevada al rango de arquidiócesis metropolitana con la bula Sacrorum Antistites del papa Benedicto XVI.

## Estadísticas
De acuerdo al Anuario Pontificio 2020 la arquidiócesis tenía a fines de 2019 un total de 372 500 fieles bautizados.
| Año                                                                             | Población            | Población | Población      | Sacerdotes | Sacerdotes    | Sacerdotes    | Bautizados por sacerdote | Diáconos permanentes | Religiosos | Religiosos | Parroquias |
| Año                                                                             | Bautizados católicos | Total     | % de católicos | Total      | Clero secular | Clero regular | Bautizados por sacerdote | Diáconos permanentes | Varones    | Mujeres    | Parroquias |
| ------------------------------------------------------------------------------- | -------------------- | --------- | -------------- | ---------- | ------------- | ------------- | ------------------------ | -------------------- | ---------- | ---------- | ---------- |
| 1949                                                                            | 400 000              | 472 160   | 84.7           | 61         | 26            | 35            | 6557                     |                      | 89         | 518        | 19         |
| 1966                                                                            | 530 000              | 640 900   | 82.7           | 64         | 48            | 16            | 8281                     |                      | 40         | 449        | 27         |
| 1970                                                                            | ?                    | 690 000   | ?              | 69         | 47            | 22            | ?                        | 1                    | 61         | 444        | 30         |
| 1976                                                                            | 345 355              | 406 309   | 85.0           | 40         | 29            | 11            | 8633                     |                      | 16         | 250        | 18         |
| 1980                                                                            | 311 000              | 480 000   | 64.8           | 46         | 32            | 14            | 6760                     |                      | 27         | 247        | 20         |
| 1990                                                                            | 377 000              | 580 000   | 65.0           | 44         | 32            | 12            | 8568                     |                      | 35         | 202        | 25         |
| 1999                                                                            | 302 000              | 524 000   | 57.6           | 52         | 40            | 12            | 5807                     | 3                    | 29         | 148        | 25         |
| 2000                                                                            | 305 000              | 530 000   | 57.5           | 52         | 40            | 12            | 5865                     | 3                    | 29         | 148        | 25         |
| 2001                                                                            | 295 061              | 511 505   | 57.7           | 51         | 39            | 12            | 5785                     | 3                    | 27         | 148        | 25         |
| 2002                                                                            | 295 061              | 511 505   | 57.7           | 53         | 39            | 14            | 5567                     | 3                    | 24         | 165        | 25         |
| 2003                                                                            | 315 000              | 543 732   | 57.9           | 51         | 36            | 15            | 6176                     | 8                    | 26         | 134        | 25         |
| 2004                                                                            | 315 000              | 543 732   | 57.9           | 49         | 35            | 14            | 6428                     | 13                   | 28         | 140        | 25         |
| 2013                                                                            | 355 000              | 613 000   | 57.9           | 52         | 39            | 13            | 6826                     | 16                   | 27         | 149        | 26         |
| 2016                                                                            | 364 000              | 628 000   | 58.0           | 43         | 35            | 8             | 8465                     | 24                   | 16         | 149        | 25         |
| 2019                                                                            | 372 500              | 643 100   | 57.9           | 47         | 37            | 10            | 7925                     | 31                   | 19         | 63         | 26         |
| Fuente: Catholic-Hierarchy, que a su vez toma los datos del Anuario Pontificio. |                      |           |                |            |               |               |                          |                      |            |            |            |

## Episcopologio
- Francisco de Campos Barreto † (12 de mayo de 1911-30 de julio de 1920 nombrado obispo de Campinas)
- Joaquim Ferreira de Melo † (15 de marzo de 1921-22 de septiembre de 1940 falleció)
- Antônio Zattera † (31 de enero de 1942-1 de septiembre de 1977 renunció)
- Jayme Henrique Chemello (1 de septiembre de 1977-1 de julio de 2009 retirado)
- Jacinto Bergmann, desde el 1 de julio de 2009